# بیوپرل
بیوپرل مجموعه‌ای از افزونه‌های زبان برنامه‌نویسی پرل است که توسعهٔ اسکریپت‌های پرل را برای برنامه‌های بیوانفورماتیک را تسهیل می‌بخشد. این نقش مهمی در در پروژه ژنوم انسان بازی می‌کند.

## پس زمینه
بیوپرل یک پروژه نرم‌افزاری متن باز است که توسط بنیاد آزاد انفورماتیک پشتیبانی می‌شود. اولین مجموعه از کدهای پرل از بیوپرل توسط تیم هابرد و جونگ بک از شورای تحقیقاتی پزشکی مرکز کمبریج که در آن اولین تعیین توالی ژنوم توسط فرد سنجر انجام شد شکل گرفت. مرکز شورای تحقیقاتی پزشکی یکی از قطب‌ها و محل‌های تولد بیوانفورماتیک جدید است چنان‌که مقدار زیادی توالی DNA و ساختار سه بعدی پروتئین در آن جا دارد. نام بیوپرل به طور مشترک توسط جونگ بک و استیو برنر در اتاقی کوچک از مرکز مهندسی پروتئین (CPE) از مرکز شورای تحقیقات پزشکی (MRC) که مدیرش آلن فرشت بود ابداع شد. در آن اتاق کوچک، سایرس چوتیا و تیم هابرد با تعدادی از دانشجویان دکترا و همکارانشان کار می‌کردند. تیم هابرد متخصص برنامه نوسی پرل است و از th_llib.pl که که شامل تعداد زیادی زیرروال برای بیوانفورماتیک است استفاده می‌کرد. جونگ بک، اولین دانشجوی دکترای تیم هابرد بود که jong_lib.pl را ساخت. جونگ دو کتابخانهٔ زیرروال پرل را در Boi.pl با هم ادغام کرد. یک روز در ۱۹۹۵، استیو برنر، یک دانشجوی دکترای سایرس چوتیا به آن اتاق سر زد و بر روی آنچه آنها کتابخانهٔ پرل می‌نامند بحث کردند که این بعد از مباحثهٔ طولانی (چند ماه) بر سر اینکه آیا پرل از سی بهتر است بود زیرا استیو برنر کتابخانهٔ سی برای بیوانفورماتیک مختص خودش را داشت. این دو دانشجوی دکترا بعد از گذشتن از نام‌هایی مانند پروتئین پرل، پروتوپرل، بیوپرل و غیره برای زیست‌شناسی بیوپرل نام کتابخانه پرل خالص را گذاشتند. استیو برنر در سال ۱۹۹۵ یک بخش بیوپرل در سیستم‌های هوشمند برای زیست‌شناسی مولکولی (ISMB) کمبریج را سازماندهی کرد اگرچه واقعاً اتفاق نیفتاد. بیوپرل در ماه‌های آینده کاربرانی شامل جورج فیولن که یک دوره آموزشی در آلمان را سازماندهی کرد داشت. همکاران و دانشجویان جورج بیوپرل را بیشتر دادند که این بعداً توسط افراد دیگری مانند استیو چرویتز که به طور فعال کدهایی به زبان پرل برای پایگاه داده ژنوم مخمرش توسعه می‌داد به هم متصل شد. توسعهٔ عمده هنگامی انجام شد که دانشجوی کمبریج دیگری به نام ایوان برنی بعد از مباحثهٔ طولانی دیگری بر سر اینکه آیا پرل در بیوانفورماتیک از سی بهتر است به این واگن پیوست و ایوان و افراد زیاد دیگری در توسعهٔ بیوپرل فعال بودند.
اولین نسخه پایدار در ۱۱ ژوئن ۲۰۰۲بود؛ نسخه‌های اخیر پایدار (از نظر API) نسخهٔ ۱٫۶٫۹ از ۱۴ مارس ۲۰۱۱ است. همچنین تعدادی نسخه‌های توسعه یافته وجود دارند که به صورت دوره‌ای تولید می‌شوند. نسخه سری ۱٫۶٫۰ به عنوان پایدارترین (از نظر اشکل) نسخه بیوپرل است و برای استفاده روزمره توصیه می‌شود، اما نسخه‌های آزمایشی نیز بسیار پایدار و بسیاری از کاربران بیوپرل در حال حاضر بر روی آنها اقامت دارند.
به منظور استفاده از مزیت‌های بیوپرل، کاربر به درک پایه‌ای از زبان برنامه نوسی پرل شامل درکی از اینکه چگونه از ارجاعات، افزونه‌ها، اشیاء و رویه‌های پرل استفاده کنیم نیاز دارد.

## امکانات
بیوپرل افزونه‌های نرم‌افزاری ای برای بسیاری از کارهای معمولی برنامه نوسی بیوانفورماتیک فراهم می‌کند. این‌ها شامل موارد زیر اند:
- دسترسی به دنباله دادهٔ توالی اسید توکلئیک و ساختار ساده ی پروتئین‌ها از پایگاه داده محلی و از راه دور
- انتقال قالب‌ها از رکوردهای پایگاه داده/فایل
- دستکاری توالی‌های منفرد
- جستجوی دنباله‌های یکسان
- ساخت و دستکاری دنباله ی صف‌ها
- جستجوی ژن‌ها و دیگر ساختارها در DNA ژنومی
- توسعهٔ دنباله تفسیرهای خوانا توسط ماشین

## کاربرد
علاوه بر استفاده مستقیم توسط کاربرهای نهایی، بیوپرل همچنین پایه‌ای برای گستره وسیعی از ابزارهای بیوانفورماتیک فراهم کرده است که شامل موارد زیر می‌باشد:
- مرورگر سینتنی[۴]
- ژن کومبر[۵]
- ژنومیک تنظیم مقررات محاسباتی (TFBS)[۶]
- MIMOX[۷]
- تجزیه کننده بیو[۸]
- طراحی آغازگر رو به انحطاط[۹]
- جستار از پایگاه داده عمومی[۱۰]
- جدول مقایسه‌ای جاری[۱۱]

گاهی ابزارها و الگوریتم‌های جدیدی از توسعه دهندگان خارجی مستقیماً به بیوپرل ادغام می‌شوند:
- کار با درخت‌های فیلوژنتیک و گونه‌های تو در تو[۱۲]
- ابزارهای وب FPC[۱۳]

## کتابخانه‌های مرتبط در زبان‌های برنامه‌نویسی دیگر
شماری کتابخانه بیوانفورماتیک مرتبط در دیگر زبان‌های برنامه‌نویسی به عنوان بخشی از بنیاد آزاد بیوانفورماتیک پیاده‌سازی شده‌اند که شامل موارد زیر اند:
- بیوپایتون
- بیوجاوا
- بیورابی
- بیو پی اچ پی
- بیو جی اس
- بیو رسانا